# Urmakaranalogin

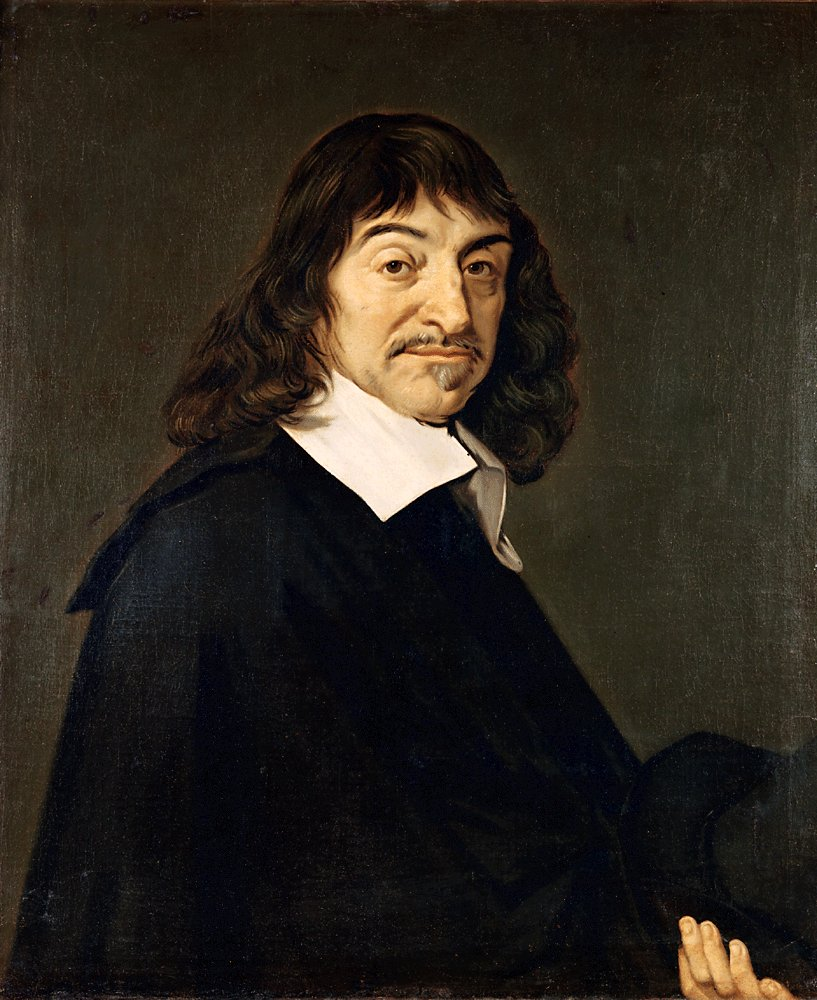
Rene Descartes.

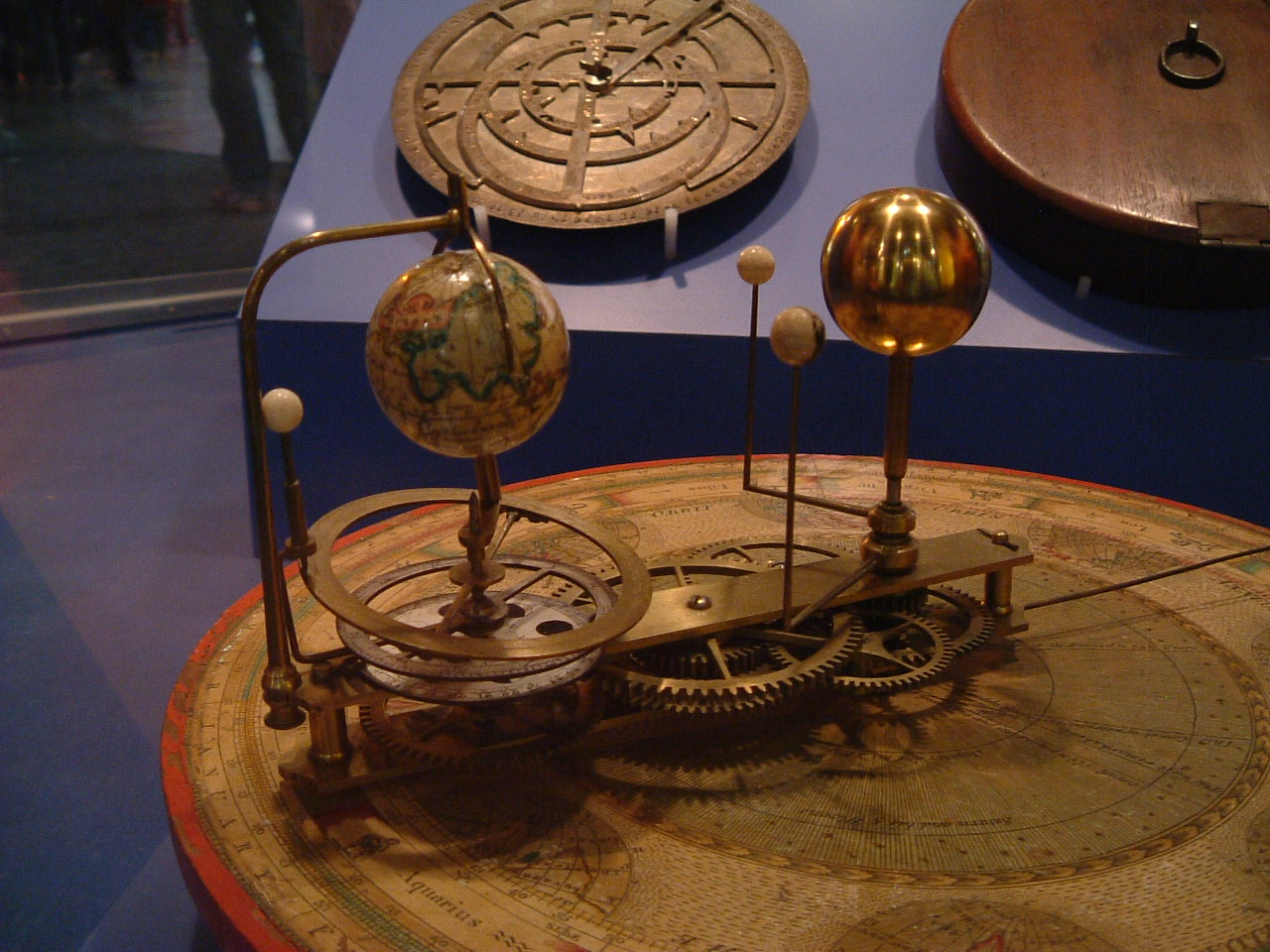
Urverksdriven modell av solsystemet

Urmakaranalogin (engelska: 1. Watchmaker analogy, 2. The Design Argument) är ett klassiskt argument för Guds existens som använts av, bland andra, René Descartes och William Paley.
Argumentet utgår från premissen att man kan avgöra att något är konstruerat genom att studera det. Eftersom man lätt kan se att en klocka är konstruerad, kan man sluta sig till att naturen är konstruerad eftersom också naturen innehåller många delar som är beroende av varandra och samspelar med varandra. Om något är konstruerat måste det också finnas en eller flera konstruktörer (skapare).

## Kritik
Titeln på Richard Dawkins bok Den blinde urmakaren (1986) anspelar på urmakaranalogin. Dawkins har även i Illusionen om Gud (2006) argumenterat mot analogin. Han menar att den misslyckas att förklara universums eller Guds uppkomst, eftersom antagandet att en Gud som är kapabel att skapa ett universum skulle kunna uppstå spontant är osannolikare än att bara universum uppstått spontant. Vidare påpekar han det faktum att livet inte uppstått i den komplexa form det har idag, utan har utvecklats långsamt genom evolution och naturligt urval.
Dessutom har argumentet kritiserats för att utgå från subjektivitet; vad som är komplext och inte komplext är en personlig åsikt.
En tredje kritik är den om referensram. En person i den industrialiserade världen vet att klockor skapas och sättas ihop av intelligenta agenter och kan därför dra slutsatsen att en upphittad klocka är konstruerad.
En fjärde kritik är den om slutsatsen. Slutsatsen i Urmakaranalogin är att världen är skapad av Gud. Om världen är skapad av Gud, borde det synas i vad man än analyserar, vare sig det är en klocka eller ett sandkorn. Dock är klockan centrum i argumentet.